# Polymixis munda
Polymixis munda är en fjärilsart som beskrevs av John Henry Leech 1900. Polymixis munda ingår i släktet Polymixis och familjen nattflyn. Inga underarter finns listade i Catalogue of Life.